# Richard Zutt

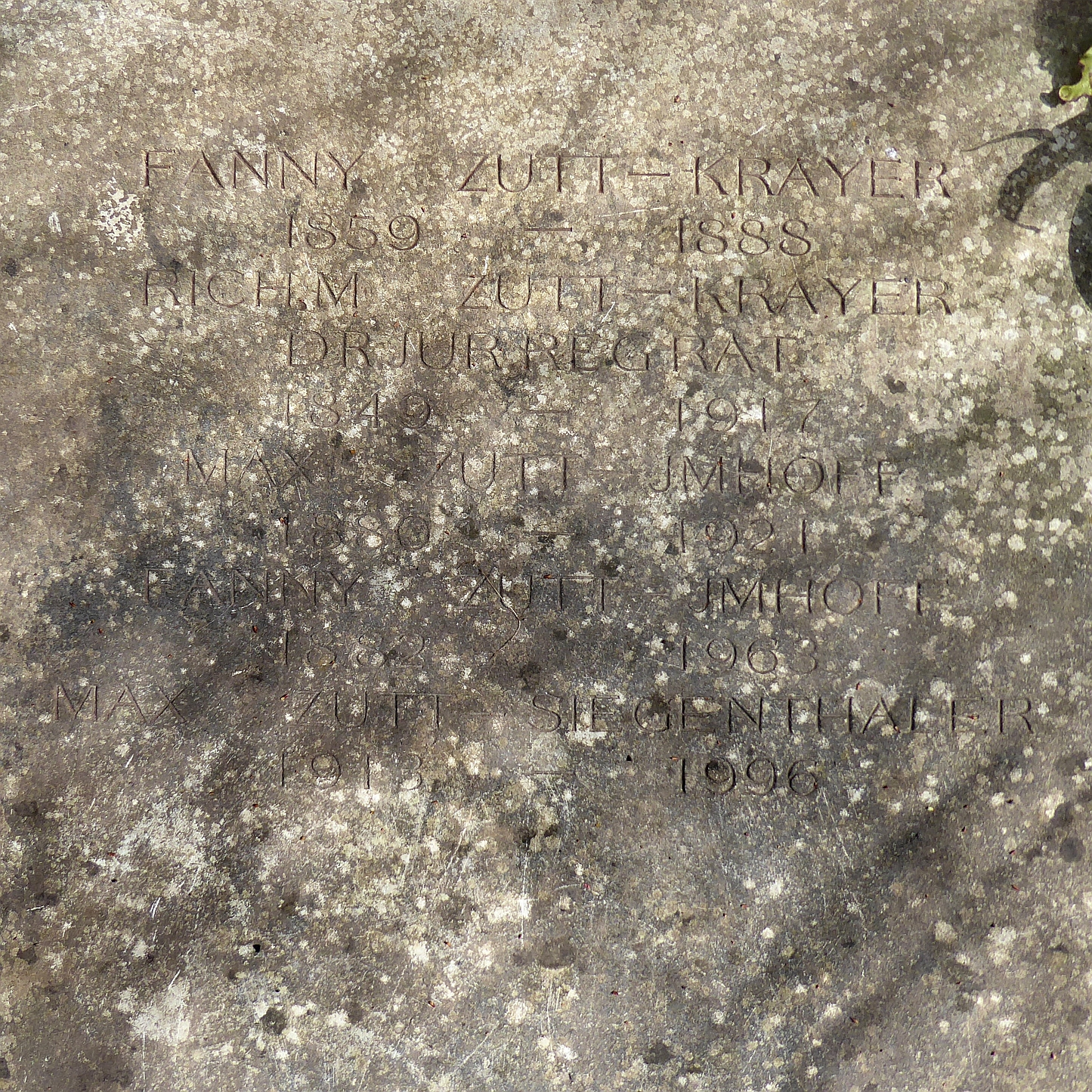
Grab, Friedhof am Hörnli

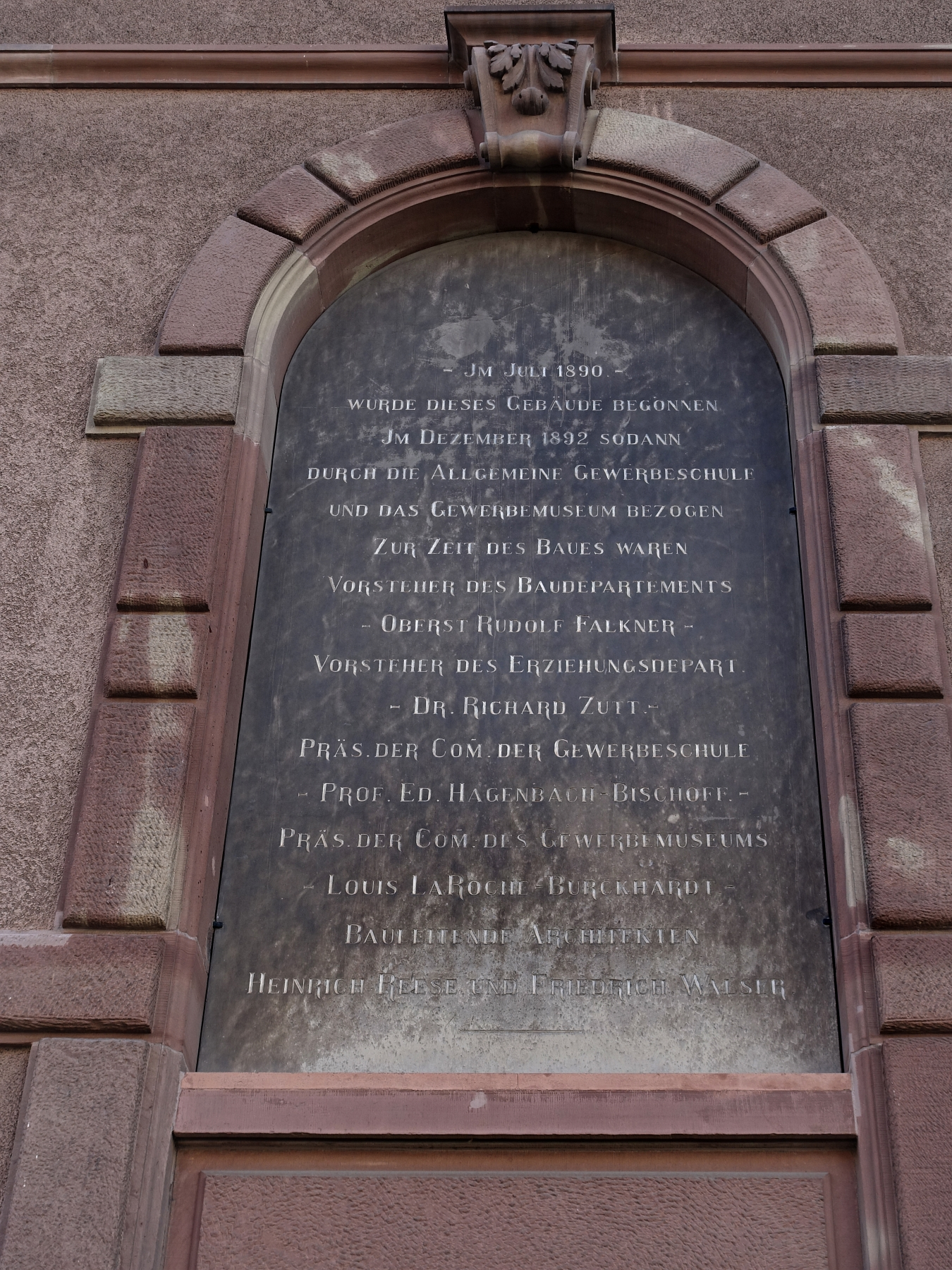
Gedenktafel am Gewerbemuseum Basel

Richard Zutt (* 3. August 1849 in Schiltigheim; † 13. Juni 1917 Riehen) war ein Schweizer Jurist und Politiker.

## Leben und Werk
Richard Zutt, Sohn eines Notars, absolvierte unter anderem an der Universität Basel ein Rechtsstudium, das er mit der Promotion zum Dr. iur abschloss. 1873–1881 wirkte er als Aktuar des Kriminalgerichts, 1875–1881 als Untersuchungsrichter und 1881–1887 als Staatsanwalt des Kantons Basel-Stadt. 1881–1885 war er freisinniger Grossrat und 1887–1911 Regierungsrat. Als Präsident der Kuratel der Universität Basel setzte er die eingeschränkte Zulassung von Frauen zum Studium durch. 
Als Vorsteher des Erziehungsdepartement trug Zutt zusammen mit dem Vorsteher des Baudepartements Rudolf Falkner (1827–1898), dem Präsidenten der Gewerbeschule-Kommission Eduard Hagenbach sowie dem Präsidenten der Kommission des Gewerbemuseums, dem Bankier und Politiker Louis La Roche (1852–1920) massgeblich zu der Realisierung des 1892 eingeweihten Gewerbemuseums Basel bei.
Sein Sohn war der Bildhauer, Maler und Medailleur Richard Adolf Zutt. 